# Robert Nieuwenhuis
Robert Nieuwenhuis (10 augustus 1971) is een voormalig voetballer van FC Zwolle.

## Statistieken
| Seizoen | Club      | Land      | Competitie     | Wed. | Goals |
| ------- | --------- | --------- | -------------- | ---- | ----- |
| 1991/92 | FC Zwolle | Nederland | Eerste divisie | 7    | 0     |
| Totaal  | Totaal    | Totaal    | Totaal         | 7    | 0     |